# Faro de Jastarnia
El faro de Jastarnia está ubicado en el mar Báltico, en Jastarnia, en la península de Hel, en Pomerania, Polonia. Fue construido e iluminado en 1850. Es una torre octagonal con linterna, pintada de rojo, emite un destello casa 5 segundos. Es un punto de referencia para los navegantes del Golfo de Gdansk.
Está en el medio de la península a kilómetros de distancia de la parte continental de Polonia. Características: es una torre pintada de rojo y blanco, con linterna y galería, está cubierta con un techo cónico. Uno de los faros costeros polacos más bajos, sin acceso al público. 